# Benjamin Travis Laney
Benjamin Travis Laney, né le 25 novembre 1896 à Camden (Arkansas) et mort le 21 janvier 1977 à Magnolia (Arkansas), est un homme politique démocrate américain. Il est gouverneur de l'Arkansas entre 1945 à 1949.